# Den stora kärleken (album av Black Jack)
Den stora kärleken är ett musikalbum från 1990-1991 av dansbandet Black Jack. Plattan är Producerad av Lars-Åke Svantesson.

## Låtlista
1. Den stora kärleken (Kenth Carlsson)
2. Girl on a Swing (Bob Miranda)
3. Rock'n' roll är du (Lasse Holm)
4. I ett lusthus (Johnny Thunqvist-Kaj Svenling)
5. Så nära havet (J.C.Ericsson)
6. Sista dansen (Bert Månson)
7. Inget stoppar oss nu (Lasse Holm)
8. Tillsammans genom gränden (Keith Almgren-Lars-Åke Svantesson)
9. Last date (Boudleaux Bryant-Floyd Cramer)
10. Dansa hela natten (Keith Almgren)
11. Du är vinden (Johnny Thunqvist)
12. Corrine, Corrina (Trad.arr: Lars-Åke Svantesson)